# رسم‌البردقانه
رسم البردقانه (به عربی: رسم البردقانة) یک روستا در سوریه است که در ناحیه عقیربات واقع شده‌است. رسم البردقانه ۶۷ نفر جمعیت دارد.